# Eleições parlamentares no Tajiquistão em 2020
As eleições parlamentares tajiques de 2020 foram realizadas em 1 de março de 2020. O resultado foi uma vitória esmagadora para o Partido Democrático Popular do Tajiquistão (PDPT), liderado pelo presidente Emomali Rahmon, que conquistou 47 dos 63 assentos na Assembleia dos Representantes. O único partido de oposição legal, o Partido Social Democrata do Tajiquistão (PSDT), recebeu apenas 0,3% dos votos e não obteve assentos.
A Organização para a Segurança e Cooperação na Europa (OSCE) criticou fortemente a eleição, apontando restrições sistemáticas às liberdades políticas, irregularidades como votação por procuração e falta de transparência na contagem dos votos, concluindo que o processo não atendeu aos padrões internacionais de eleições livres e justas.

## Sistema eleitoral
Os 63 membros da Assembleia dos Representantes (Majlisi Namoyandagon) são eleitos por dois métodos: 41 membros são eleitos em círculos eleitorais uninominais usando o sistema de dois turnos, enquanto 22 assentos são eleitos por representação proporcional em uma única circunscrição nacional, com um limiar eleitoral de 5%. Os eleitores votam em um único candidato em seu círculo eleitoral uninominal, e o total de votos recebidos por cada partido em todos os círculos é usado para determinar os assentos proporcionais. Para que a eleição seja válida em cada círculo eleitoral, a participação deve ser de pelo menos 50%.

## Campanha
Um total de 241 candidatos disputaram as eleições: 65 concorreram às 22 cadeiras da lista partidária e 176 às 41 cadeiras uninominais. A campanha foi marcada por forte controle estatal, com 2.000 reuniões organizadas principalmente em instituições públicas, e ausência de debates entre candidatos. A mídia estatal dominou a cobertura, enquanto sites independentes foram bloqueados.
O Partido da Renascença Islâmica do Tajiquistão (PRIT), anteriormente uma força de oposição significativa, não participou, tendo sido banido em 2015 sob acusações de terrorismo, marcando estas como as primeiras eleições parlamentares sem sua presença.

## Resultados
Os resultados oficiais, divulgados pela Comissão Central de Eleições e Referendos (CCER), mostraram uma vitória dominante do PDPT, com 50,4% dos votos e 47 assentos. A participação foi alta, com 86,44% dos 4.929.128 eleitores registrados votando, totalizando 4.245.951 votos válidos. Abaixo está a tabela detalhada com todos os partidos, votos, percentagens e assentos:
| Partido                             | Votos     | %     | Assentos | Mudança |
| ----------------------------------- | --------- | ----- | -------- | ------- |
| Partido Democrático Popular (PDPT)  | 2.139.741 | 50.4  | 47       | –4      |
| Partido da Reforma Econômica (PRET) | 705,252   | 16.6  | 5        | +2      |
| Partido Agrário (PAT)               | 700.582   | 16.5  | 7        | +2      |
| Partido Socialista (PST)            | 218.696   | 5.2   | 1        | 0       |
| Partido Democrático (PDT)           | 216.526   | 5.1   | 1        | 0       |
| Partido Comunista (PCT)             | 132.000   | 3.1   | 2        | 0       |
| Partido Social Democrata (PSDT)     | 13.735    | 0.3   | 0        | 0       |
| Contra todos                        | 52.030    | –     | –        | –       |
| Total de votos válidos              | 4.245.951 | 100.0 | 63       | –       |
| Eleitores registrados/participação  | 4.929.128 | 86.44 |          |         |

### Observações e irregularidades
A OSCE relatou diversas irregularidades, incluindo votação por procuração, enchimento de urnas e falta de transparência na contagem dos votos. Observadores locais e internacionais também notaram transporte de eleitores para embaixadas e casos de não cidadãos votando. Apesar da alta participação, esses problemas comprometeram a legitimidade do processo.